# ردوة (ماهرو)
ردوة (بالفارسية: ردوه) هي قرية تقع في إيران في قسم ماهرو الریفي. يقدر عدد سكانها بـ 32 نسمة بحسب إحصاء 2016.